# Semion Hitler
Pour les articles homonymes, voir Hitler (homonymie).
Semen Hitler (en yiddish : סעמיאָן קאָנסטאַנטינאָוויטש היטלר ; en ukrainien : Семен Костянтинович Гітлер ; en russe : Семён Константи́нович Ги́тлер), né le 3 mars 1922 à Orynyn et mort le 3 juillet 1942 à Sébastopol (Crimée), est un juif ukrainien engagé dans l'Armée rouge soviétique durant la Seconde Guerre mondiale.

## Biographie
Semion Konstantinovitch Hitler naît le 3 mars 1922 dans une famille juive du village d'Orynyn, dans l'oblast de Khmelnytskyï. Il n'a aucun lien familial avec le dictateur allemand. 
Il est engagé à partir de 1941, à l'âge de 19 ans comme mitrailleur dans l'Armée rouge, après un entraînement dans le district militaire d'Odessa.
Semion Hitler est décoré le 9 septembre 1941 de la « médaille pour le courage », lors de la défense de Tiraspol (actuelle Moldavie) où il est blessé. Ses supérieurs hésitent alors à décorer un homme portant le nom d'Hitler, mais finissent par prendre la décision. Dans le document officiel, toutes les mentions de son nom à l'exception de la première sont orthographiées « Hitlev », sans que la cause soit connue. Il pourrait s'agir d'une volonté d'effacer un nom alors détesté, ou d'une erreur d'impression. Sa famille, après la retraite de l'Allemagne nazie, prend toutefois pour nom Hitlev.
Il meurt au combat en juin 1942 lors du siège de Sébastopol.